# Isabelle Mandrella
Isabelle Mandrella (* 1968 in Besançon) ist eine deutsche Philosophin.

## Leben
Sie studierte katholische Theologie und Philosophie an der Universität Bonn. Von 1990 bis 1996 war sie Tutorin, studentische und wissenschaftliche Hilfskraft und Mitarbeiterin am Philosophischen Seminar, Lehr- und Forschungsbereich II (damals: Abt. B) in Bonn. Nach dem Diplom 1995 in Katholischer Theologie, Universität Bonn (Diplomarbeit: Zwei Listen natürlicher menschlicher Grundgüter – eine vergleichende Untersuchung zu den Theorien von John Finnis und Martha C. Nussbaum) absolvierte sie mit einem Promotionsstipendium (1997–2000) durch die Studienförderung Cusanuswerk die Promotion 2001 in Philosophie, Universität Bonn. Von 2001 bis 2002 war sie wissenschaftliche Mitarbeiterin am Philosophischen Seminar, LFB II der Universität Bonn. Lehraufträge an den Universitäten Bonn und Köln. Von 2002 bis 2004 war sie wissenschaftliche Mitarbeiterin der Heidelberger Akademie der Wissenschaften, Arbeitsstelle Trier, Institut für Cusanusforschung, an der Edition der Opera omnia des Nicolaus Cusanus. Lehraufträge an der Universität Trier. Von 2005 bis 2007 hatte sie ein Habilitationsstipendium der Görres-Gesellschaft zur Pflege der Wissenschaft und war Redakteurin des Philosophischen Jahrbuchs. Von 2007 bis 2010 war sie wissenschaftliche Mitarbeiterin am Institut für Philosophie bei Theo Kobusch an der Universität Bonn. Nach der Habilitation 2011 in Philosophie, Universität Bonn vertrat sie im Wintersemester 2010/2011 den Lehrstuhl am Philosophischen Seminar der Universität Mainz (Mechthild Dreyer). Seit Sommersemester 2011 vertrat sie den Lehrstuhl an der Kath.-Theol. Fakultät der Universität München (Lehrstuhl für Christliche Philosophie und Theologische Propädeutik). 2012 wurde sie zur Universitätsprofessorin für Christliche Philosophie und Theologische Propädeutik an der Kath.-Theol. Fakultät in München ernannt. Im Juli 2013 wurde die Professur in „Professur für Philosophie und philosophische Grundfragen der Theologie“ umbenannt. Der Prinzessin Therese von Bayern-Preis wurde ihr 2017 verliehen.
Ihre Forschungsschwerpunkte sind theoretische und praktische Philosophie des Mittelalters; insbesondere: Nicolaus Cusanus, Geschichte der Metaphysik als Transzendentalphilosophie, Willens(freiheits)theorien und Naturrecht als Vernunftrecht.

## Werke (Auswahl)
- Das Isaak-Opfer. Historisch-systematische Untersuchung zu Rationalität und Wandelbarkeit des Naturrechts in der mittelalterlichen Lehre vom natürlichen Gesetz (Beiträge zur Geschichte der Philosophie und Theologie des Mittelalters. Neue Folge 62), Münster 2002.
- Gregor von Rimini (1300–1358): Moralisches Handeln und rechte Vernunft. Lectura super secundum Sententiarum, distinctiones 34–37. Lateinisch – deutsch, übersetzt und eingeleitet von Isabelle Mandrella (Herders Bibliothek der Philosophie des Mittelalters 22), Freiburg 2010.
- Viva imago. Die praktische Philosophie des Nicolaus Cusanus (Buchreihe der Cusanus-Gesellschaft 19), Münster 2012.
- „Amor liber est“. Liebe und Freiheit bei Nicolaus Cusanus (Trierer Cusanus Lecture 20), Trier 2016.
- Gilbert von Poitiers, Kommentar zum Traktat des Boethius Über die Trinität. Expositio in Boethii De trinitate. Lateinisch – deutsch, übersetzt und eingeleitet von Isabelle Mandrella und Hannes Möhle (Herders Bibliothek der Philosophie des Mittelalters 42), Freiburg 2017.